# Яшари, Хамез
Хамез Яшари (алб. Hamëz Jashari, сербохорв. Hamaz Jašari / Хамаз Јашари, 1950, Преказ — 7 марта 1998, там же) — албанский националист, один из основателей, идеологов и ведущих командиров Армии освобождения Косова, брат Адема Яшари.

## Биография
Второй сын в семье. Окончил деревенскую школу, среднюю школу города Србица (Скендерай) и экономическое училище. Работал на фабрике по производству боеприпасов. Отслужил в 1973 году в ЮНА, на несколько месяцев уехал в Германию, однако вскоре вернулся, не приняв немецкий стиль жизни. Увлекался албанским народным искусством, рисовал, сочинял стихи, играл на музыкальных инструментах и пел. Супруга — Ферида Мечини из Верхней Клины, в браке родилось девять детей.
После распада Югославии выступил за независимость Косово. 30 декабря 1991 года Хамез и его брат Адем были окружены полицией в собственном доме, однако сбежали из дома. Адем, основавший АОК (Армию освобождения Косово), возглавил отряд, который вступал в столкновения с югославской полицией. Хамез также участвовал в этих столкновениях. По некоторым данным, братья бывали в Турции и печатали пропагандистские листовки, направленные против югославских властей и в поддержку косовских албанцев.
5 марта 1998 года дом семьи Яшари в Преказе был окружён югославскими регулярными силами. Братья Яшари отказались сдаваться и открыли огонь по югославским войскам. Дом был взят штурмом, в результате штурма были убиты братья и ещё 56 человек-членов их семьи (в том числе жена Хамеза, пятеро дочерей и двое сыновей). Выжила только дочь Бесарта, которая давала югославской полиции показания на своего отца и дядю.
В 2010 году Хамез Яшари посмертно получил орден Героя Косово указом президента Косово Якупа Красничи.